# Уразбаева
Уразбаева — деревня в Аргаяшском районе Челябинской области. Входит в состав Яраткуловского сельского поселения.

## География
Расположена между озёрами Кыскыкуль и Малое Миассово. Ближайший населённый пункт — деревня Куянбаева.

## Население
| 2002 | 2010 |
| ---- | ---- |
| 254  | ↗258 |

Согласно переписи 2002 года, преобладающая национальность — башкиры (96 %).
По данным Всероссийской переписи, в 2010 году численность населения посёлка составляла 258 человек (120 мужчин и 138 женщин).

## Улицы
Уличная сеть деревни состоит из 4 улиц.

## Религия
Мечеть
- Мечеть